# Загладько Роман Миколайович
Роман Миколайович Загладько (нар. 28 березня 1988, Київ) — український футболіст, воротар.

## Біографія
Вихованець київського футболу. Виступав у ДЮФЛ за київські команди «Динамо», «Локомотив», «Зміна-Оболонь».
З літа 2005 року перебував у структурі «Динамо» (Київ), виступав виключно за резервну, другу і третю команди, зіграв 28 матчів за дубль та 67 за «Динамо-3» та «Динамо-2» у другій та першій лігах. 2009 року у зв’язку з травмами воротарів першої команди Станіслава Богуша та Олександра Рибки, до тренувань із першою командою було залучено голкіпера молодіжного складу «Динамо» Романа Загладька, втім за перш команду не зіграв.
У жовтні 2012 року в матчі проти харківського «Геліоса» (0:2) отримав серйозну травму, через яку не грав до кінця сезону. Надалі за киян більше не виступав. У 2014 році Роман був на перегляді у кіровоградській «Зірці», а наступного року у харківському «Геліосі», але так на професіональному рівні більше і не грав.

### Збірна
З 2003 по 2009 рік виступав за збірні України усіх вікових категорій, зігравши 35 матчів.

## Статистика
| Клуб          | Ліга                         | Сезон   | Чемпіонат | Чемпіонат |
| Клуб          | Ліга                         | Сезон   | Ігри      | Голи      |
| ------------- | ---------------------------- | ------- | --------- | --------- |
| «Динамо-3»    | Друга ліга                   | 2005/06 | 11        | -7        |
| «Динамо-3»    | Друга ліга                   | 2006/07 | 8         | -10       |
| «Динамо-3»    | Друга ліга                   | 2007/08 | 5         | -8        |
| «Динамо-3»    | Разом                        |         | 24        | −25       |
| «Динамо-2»    | Перша ліга                   | 2005/06 | 1         | -1        |
| «Динамо-2»    | Перша ліга                   | 2006/07 | 2         | 0         |
| «Динамо-2»    | Перша ліга                   | 2007/08 | 0         | 0         |
| «Динамо-2»    | Перша ліга                   | 2008/09 | 0         | 0         |
| «Динамо-2»    | Перша ліга                   | 2009/10 | 8         | -10       |
| «Динамо-2»    | Перша ліга                   | 2010/11 | 15        | -11       |
| «Динамо-2»    | Перша ліга                   | 2011/12 | 12        | -10       |
| «Динамо-2»    | Перша ліга                   | 2012/13 | 5         | -10       |
| «Динамо-2»    | Разом                        |         | 43        | −42       |
| «Динамо» U-21 | Молодіжний чемпіонат України | 2005/06 | 1         | -?        |
| «Динамо» U-21 | Молодіжний чемпіонат України | 2006/07 | 5         | -?        |
| «Динамо» U-21 | Молодіжний чемпіонат України | 2007/08 | 3         | -?        |
| «Динамо» U-21 | Молодіжний чемпіонат України | 2008/09 | 9         | -?        |
| «Динамо» U-21 | Молодіжний чемпіонат України | 2009/10 | 10        | -?        |
| «Динамо» U-21 | Разом                        |         | 28        | −?        |